# Myrmica ereptrix
Myrmica ereptrix  (лат.) — вид мелких муравьёв рода мирмик подсемейства мирмицин длиной около 4—5 мм.

## Распространение
Вид встречается в области Кашмир на полуострове Индостан.

## Описание
Этот вид был впервые описан английским мирмекологом Барри Болтоном по единственной самке. Усики 12-члениковые (у самцов 13-члениковые). Стебелёк между грудкой и брюшком у всех каст состоит из двух члеников: петиолюса и постпетиолюса (последний чётко отделён от брюшка). Жало у самок и рабочих развито, куколки голые (без кокона). Шпоры на средних и задних ногах гребенчатые. Брюшко гладкое и блестящее.

## Биология
Социальный паразит (рабочих особей нет), найден в гнёздах Myrmica aimonissabaudiae Menozzi.

## Красная книга
Эти муравьи включены в «Красный список угрожаемых видов» (англ. IUCN Red List of Threatened Animals) международной Красной книги Всемирного союза охраны природы (The World Conservation Union, IUCN) в статусе Vulnerable D2 (таксоны в уязвимости или под угрозой исчезновения).